# 泉州公交44路
泉州公交44路是中国泉州市境内的一条公共交通线路，全程27.2公里。起讫点为东宏路首末站至华侨大学首末站，运营时间为东宏路首末站：6:20-19:00；华侨大学首末站：6:35-19:00。

## 历史
- 2008年1月，泉州市市政公用事业局批准泉州公交发展有限公司（公交集团前身）的44路开通申请[1]
- 2008年2月20日，泉州市物价局批复44路线路票价
- 2008年3月1日，44路正式开通。初期运行区间为泉州师院-华侨大学，初期运营时间为华侨大学6:20-18:10、泉州师院6:20-18:00。初期为分段计价，全程3元/人。使用车辆为自8路退下的8部华夏AC6700DQ型汽油无空调公交车[2]
- 2008年12月，44路接手并更换自602路退下的8部华夏AC6750Q型汽油无空调公交车
- 2009年10月，44路接手并更换自36（现K307路）退下的8部安凯HFF6882GK16型柴油无空调公交车，并退下8部AC6750Q
- 2010年10月，44路接手并更换自21路退下的9部亚星JS6906GHA型柴油空调公交车
- 2011年2月19日，因津淮高架桥建设施工需要，44路取消途经泉秀街、坪山路，改为途经云鹿路、津淮街东段至津淮街后原线行驶
- 2011年6月25日，因津淮街东段及云鹿路道路翻修施工，44路取消途经津淮街、云鹿路，改为途经刺桐南路、泉秀街至现代广场站后原线行驶[3]
- 2011年12月30日，44路恢复途经津淮街、云鹿路，取消途经刺桐南路。
- 2013年6月27日，44路自泉州师院经由滨海街、府西路、海星街延伸至海星街东段始发终到[4]，运营时间变更为华侨大学6:35-18:35，海星小区6:20-18:35
- 2013年7月1日，44路由海星街东段经由丰海路、双垵街延伸至海星小区始发终到
- 2014年3月11日，因北迎宾大道改造施工，44路取消停靠火烧桥站至2015年5月。
- 2014年6月，因原华大公交站拆除，44路调整至洛江公交场站始发终到
- 2015年6月，44路恢复停靠火烧桥站，并恢复至华大公交站始发终到
- 2017年7月20日，44路票价由分段计价¥3.0降为一票制¥1.0[5][6]
- 2017年8月10日，44路接手并更换自1路、8路退下的10部中车时代TEG6820BEV01型电动巴士。原有9部亚星JS6906GHA退役。
- 2017年12月26日，44路全线更换为10部金旅XML6855JEVW0C，原配10部TEG6820BEV01被分配至602路用以更换车辆
- 2018年5月24日，44路闽CYG525号车于东海大街左转东梅路时，与一部直行的搅拌车相撞。致使该车冲上绿化带，右侧车身受损、玻璃破碎。车内两名乘客无受伤，该车驾驶员受轻微伤[7]
- 2018年7月，44路与K306路互换配车，44路接手自K306路退下的10部大金龙XMQ6802AGBEVL2，原配XML6855JEVW0C互换至K306路
- 2018年8月1日，因优化调整，44路取消途径刺桐北路、通港西街、东海大街、东滨路。改为途径温陵北路、云鹿路、丰海路至滨海街后原线行驶，首末班及票价不变[8]
- 2018年7月，因K301路高峰期班次加密的需要[9]，工作日期间抽调44路1部XMQ6802AGBEVL2套跑K301路17:45的班次。
- 2018年11月，受缺驾影响，44路高峰期不再套跑K301路
- 2019年1月，44路接手并更换自K1路退下的10部XML6855JEVW0C，并退下10部XMQ6802AGBEVL2
- 2019年3月，44路与2路互换配车，44路接手自2路退下的10部TEG6820BEV01，原配XML6855JEVW0C互换至2路
- 2019年5月1日，因华大首末站复建完成，44路自当日起恢复至该首末站始发终到。运营时间、票价不变[10]
- 2019年5月3日，44路闽CY8320号车于温陵医院站附近，因左拐出辅道操作失误，刮碰后方宝马轿车一部并撞毁路中护栏。致使该车前部及左侧车身受损，无人员受伤。[11]
- 2020年11月10日，因海星街西段恢复双向通行。自该日起44路取消途径府东路南段、滨海街中段。双向恢复途径泉州行政中心、府西路，其他不变。[12][13]
- 2021年3月18日，因环湾公司线路运能扩充需要。东海公司划拨44路2部TEG6820BEV01至202路，44路配车数降为8部。[14]
- 2021年7月1日，44路接手并更换自K306路退下的7部XML6855JEVW0C，保留2部TEG6820BEV01，配车数增加至9部
- 2022年3月16日，因疫情防控要求暂停中心市区范围内所有公交线路运营。44路自当日首班起暂停运营至4月17日。[15]
- 2022年4月18日，44路恢复运营。[16]
- 2022年8月5日，44路自该日起取消停靠仕公岭站。同日，因泉州东站即将于兴泉铁路通车后拆除，原火车东站更名为黄林新村站。[17]
- 2022年12月30日，自该日起44路往海星小区首末站单向增停蓬莱路口站。同日，因丰泽区行政服务中心已搬离原址，原丰泽区行政服务中心更名为妙云街口站。[18]
- 2023年6月12日，自该日起44路增停东梅转运站。
- 2023年9月13日，因海星小区3期建设需要，原海星小区首末站地块收回并拆除。受此影响44路自该日起取消进入海星小区首末站，改为至东宏路首末站停放，上下客点临时调整至市政务服务中心。
- 2023年9月25日，44路自该日起正式调整至东宏路首末站始发终到，取消停靠市政务服务中心、海星小区、晋光小学东海校区。并增停府东路南段、滨海街东段、滨海公园大兴街、泉州大剧院、大兴街中段、魁屿公园、东海大街南段、港湾街口等站，其它不变。[19]
- 2023年10月26日，因8路车辆更换需要，东海公司抽调44路8部XML6855JEVW0C至8路，44路更换为5部TEG6820BEV01。
- 2023年12月，44路双向末班由18:35延时至19:00发车。
- 2024年12月31日，44路全线更换为自K1路退下的7部XML6855JEVW0C，原配5部TEG6820BEV01退役，配车数增至7部。

## 站点
| 路线 | 路线 | 路线 | 所在地区、街道 | 所在地区、街道          | 站点名             | 备注                  |
| ---- | ---- | ---- | -------------- | ----------------------- | ------------------ | --------------------- |
|      |      |      | 丰泽区         | 东宏路                  | 东宏路首末站       | 起讫站                |
|      |      |      | 丰泽区         | 港湾街                  | 港湾街口           |                       |
|      |      |      | 丰泽区         | 东海大街                | 东海大街南段       |                       |
|      |      |      | 丰泽区         | 大兴街                  | 魁屿公园           |                       |
|      |      |      | 丰泽区         | 大兴街                  | 大兴街中段         |                       |
|      |      |      | 丰泽区         | 大兴街                  | 泉州大剧院         | 原名 泉州公共文化中心 |
|      |      |      | 丰泽区         | 丰海路                  | 滨海公园和敏中心   | 原名 滨海公园大兴街   |
|      |      |      | 丰泽区         | 滨海街                  | 滨海街东段         | 原名 连捷国际中心     |
|      |      |      | 丰泽区         | 府东路                  | 府东路南段         |                       |
|      |      |      | 丰泽区         | 海星街                  | 泉州行政中心       |                       |
|      |      |      | 丰泽区         | 府西路                  | 府西路             |                       |
|      |      |      | 丰泽区         | 滨海街                  | 东海大街口         | 原名 滨海街西二段     |
|      |      |      | 丰泽区         | 滨海街                  | 滨海街南段         |                       |
|      |      |      | 丰泽区         | 滨海街                  | 东梅转运站         |                       |
|      |      |      | 丰泽区         | 丰海路                  | 滨海街口           |                       |
|      |      |      | 丰泽区         | 丰海路                  | 蟳埔菜市           |                       |
|      |      |      | 丰泽区         | 丰海路                  | 蟳埔路口           |                       |
|      |      |      | 丰泽区         | 丰海路                  | 后厝               | 东海泰禾广场          |
|      |      |      | 丰泽区         | 丰海路                  | 南威大厦           | ↓                     |
|      |      |      | 丰泽区         | 丰海路                  | 法石老人活动中心   |                       |
|      |      |      | 丰泽区         | 丰海路                  | 丰海路西段         |                       |
|      |      |      | 丰泽区         | 丰海路                  | 泉州中级法院       |                       |
|      |      |      | 丰泽区         | 云鹿路                  | 董埭路口           | 原名 雷克科技园       |
|      |      |      | 丰泽区         | 泉秀街                  | 金帝花园           | 原名 成洲工业区       |
|      |      |      | 丰泽区         | 坪山路                  | 客运中心站东门     |                       |
|      |      |      | 丰泽区         | 坪山路                  | 妙云街口           |                       |
|      |      |      | 丰泽区         | 津淮街                  | 丰泽区政府         |                       |
|      |      |      | 丰泽区         | 津淮街                  | 东美小区           |                       |
|      |      |      | 丰泽区         | 津淮街                  | 刺桐公园南门       |                       |
|      |      |      | 丰泽区         | 津淮街                  | 水务集团           | 原名 水利大厦         |
|      |      |      | 丰泽区         | 津淮街                  | 津坂路口           |                       |
|      |      |      | 鲤城区         | 温陵北路                | 温陵路中段         | 原名 公交车站         |
|      |      |      | 鲤城区         | 温陵北路                | 九一街口           | 君龙人寿              |
|      |      |      | 鲤城区         | 温陵北路                | 东湖公园           |                       |
|      |      |      | 丰泽区         | 东湖街                  | 泉州华侨历史博物馆 | 原名 东湖影院         |
|      |      |      | 丰泽区         | 东湖街                  | 侨乡体育馆         |                       |
|      |      |      | 丰泽区         | 东湖街                  | 圣墓               |                       |
|      |      |      | 丰泽区         | 东湖街                  | 坪山路口           |                       |
|      |      |      | 丰泽区         | 城华南路 (北迎宾大道)   | 蓬莱路口           | ↑                     |
|      |      |      | 丰泽区         | 城华南路 (北迎宾大道)   | 明日广场           |                       |
|      |      |      | 丰泽区         | 城华南路 (北迎宾大道)   | 黄林新村           | 原名 火车东站         |
|      |      |      | 丰泽区         | 城华南路 (北迎宾大道)   | 火烧桥             | 华大电商园            |
|      |      |      | 丰泽区         | 城华北路 （北迎宾大道） | 华侨大学首末站     | 起讫站                |

## 票价
44路计价方式为一票制，全程票价¥1.0。其中：
- 泉通卡普通卡9折，月票卡、敬老卡、爱心卡优惠功能有效
- 可使用泉城通APP及支付宝、云闪付、微信乘车码支付

## 配车
44路配车数总计7部，其中：
- 金旅XML6855JEVW0C  7部

- 华夏AC6750Q
（2008.11 - 2009.10）
- 安凯HFF6882GK16
（2009.10 - 2010.10）
- 亚星JS6906GHA
（2010.10 - 2017.8）
- 大金龙XMQ6802AGBEVL2
（2018.7 - 2019.1）
- 中车时代TEG6820BEV01
（2017.8 - 2017.12 / 2019.3 - 2023.4 / 2023.10 - 2024.12）
- 金旅XML6855JEVW0C
（2017.12 - 2018.7/2019.1 - 2019.3 / 2021.7 - 2023.10 / 2024.12 - ）

## 相关
- 泉州公交线路列表